# Cestrum potaliifolium
Cestrum potaliifolium är en potatisväxtart som beskrevs av Michel Félix Dunal. Cestrum potaliifolium ingår i släktet Cestrum och familjen potatisväxter. Inga underarter finns listade i Catalogue of Life.